# シルヴァン・ディリエ
シルヴァン・ディリエ（Silvan Dillier、1990年8月3日 - ）は、スイス、バーデン出身の自転車競技（ロードレース）選手。2014年と2015年のチームタイムトライアル世界王者。

## 経歴
2009年、スイス選手権ロードレースのU23部門で優勝。2010年、AG2R・ラ・モンディアルの下部育成チームであるシャンベリー・シクリズムフォーメーションに加入。スイス選手権個人タイムトライアルのU23部門で優勝し、U23スイス代表にも選出され、世界選手権にも出場。結果は個人タイムトライアルで40位、ロードレースはリタイア。
2011年、オーストリアのコンチネンタルチーム、フォアアールベルクでプロデビュー。オランダのアペルドールンで行われた世界選手権トラックレースに出場。団体追い抜きで12位、ポイントレースでは8位入賞。ヨーロッパ選手権トラックレースにも出場し、U23部門のマディソンで優勝。ロードレースではスイス選手権個人タイムトライアルのU23部門で2連覇を達成した。
2012年、スイスのアマチュアチーム、EKZ・レーシングに移籍し再びアマチュアライダーになる。トラックレースでは、ヨーロッパ選手権トラックレースで個人追い抜きとマディソンの2種目で金メダルを獲得。ロードレースではスイス選手権個人タイムトライアルのU23部門で3連覇を達成した。またツール・ド・ラブニールでは第1ステージで優勝し、総合リーダージャージを3日間着用した。しかし、トップ10入りを目指していた世界選手権ロードレース U23 個人タイムトライアルでは28位に終わった。
2013年、翌年のプロ入りを目指してBMC・レーシングチームの下部育成位チーム、BMC・デベロップメントに加入。ツール・ド・ノルマンディで総合優勝し、フレッシュ・アルデネーズでも優勝した。シーズン前半での活躍が認められ、8月からBMC・レーシングチームのトレーニーになる。BMC・レーシングチームの一員として参加した、ツアー・オブ・アルバータでは第2ステージで区間優勝し、翌年の正式契約を掴んだ。

### BMC時代（2014-2017年）
チーム所属1年目から活躍し、グロサー・プライス・デス・カントン・アールガウで2位、ツール・ド・ワロニーで総合3位、ヴァッテンフォール・サイクラシックスで9位に入る。スペインのポンフェラーダで行われた世界選手権には、チームタイムトライアルにBMC・レーシングチームの一員として出場し、世界チャンピオンに輝いた。その後、ロードレースに賭けて個人タイムトライアルを出場しなかった、ファビアン・カンチェラーラの代わりに個人タイムトライアルに出場して18位に入った。
2015年、ジロ・デ・イタリアに初出場し、総合52位で完走。翌月行われたスイス選手権個人タイムトライアルで優勝。世界選手権には、2年連続でチームタイムトライアルにBMC・レーシングチームの一員として出場し、2連覇を達成した。
2017年、ジロ・デ・イタリア第6ステージにて、ジャスパー・ストゥイヴェンとの一騎打ちを制して初のUCIワールドツアー及びグランツールでの優勝を獲得した。7月には、ルート・デュ・スュドで総合優勝した。

### AG2R時代（2018年-）
2018年、クラシックレースの強化を図る、AG2Rへ移籍。ストラーデ・ビアンケでは落車し、親指を骨折した。しかし、4月のルート・アデリ・ド・ヴィトレで復帰し、いきなり優勝。パリ〜ルーベではレース開始1時間後、集団からアタックして逃げに乗り、残り53kmで集団からアタックしてきた世界チャンピオンのペーター・サガンとゴールまで逃げ切り、2位に入った。

## ロードレースでの主な戦績
- 2006年
  -  スイス選手権　ノービス　ロードレース　優勝

- 2007年
  - スイス選手権　ジュニア　個人タイムトライアル　2位

- 2008年
  -  スイス選手権　ジュニア　個人タイムトライアル　優勝

- 2009年
  -  スイス選手権　U23　ロードレース　優勝

- 2010年
  -  スイス選手権　U23　個人タイムトライアル　優勝
  - ツール・デュ・ロワール・エ・シェール　総合8位

- 2011年
  - スイス選手権　U23
    -  個人タイムトライアル　優勝
    - ロードレース　2位

- 2012年
  - スイス選手権　U23
    -  個人タイムトライアル　優勝
    - ロードレース　2位

  - ツール・ド・ラブニール　区間優勝（第1ステージ）
  - ベルナー・ルントファート　優勝
  - ツール・ド・ジロンド　総合8位

- 2013年
  -  ツール・ド・ノルマンディ　総合優勝
    -  ユース賞

  - フレッシュ・アルデネーズ　優勝
  - ツアー・オブ・アルバータ　区間優勝（第2ステージ）
  - グランプリ・デ・マルブリエ　2位
  - スイス選手権　ロードレース　6位
  - インターナショナーレ・ウィーラートロフェー・ヨン・マー・ムデフ　9位

- 2014年
  -  世界選手権　チームタイムトライアル　優勝
  - グロサー・プライス・デス・カントン・アールガウ　2位
  - ツール・ド・ワロニー　総合3位
    -  ユース賞

  - スイス選手権　個人タイムトライアル　3位
  - ドリダーフス・ファン・ウェスト＝フラーンデレン　総合6位

- 2015年
  -  世界選手権　チームタイムトライアル　優勝
  - スイス選手権
    - 　個人タイムトライアル　優勝
    - ロードレース　4位

  - アークティック・レース・オブ・ノルウェー　総合2位
    -  ユース賞
    - 区間優勝（第4ステージ）

- 2016年
  - ドバイ・ツアー　総合4位
  - グロサー・プライス・デス・カントン・アールガウ　8位

- 2017年
  - スイス選手権
    -  ロードレース　優勝
    - 個人タイムトライアル　2位

  -  ルート・デュ・スュド　総合優勝
    -  ポイント賞
    -  山岳賞

  - ジロ・デ・イタリア　区間優勝（第6ステージ）
  -  世界選手権　チームタイムトライアル　2位
  - ドワルス・ドール・フラーンデレン　2位
  - ツアー・オブ・広西　総合8位
  - ブラバンツ・パイル　8位

- 2018年
  - ルート・アデリ・ド・ヴィトレ　優勝
  - パリ〜ルーベ　2位
  - ツアー・オブ・広西　 山岳賞

- 2021年
  - スイス選手権  ロードレース　優勝

### グランツール

#### ジロ・デ・イタリア
- 2015年：総合52位
- 2016年：リタイア（第3ステージ）
- 2017年：総合67位、区間優勝（第6ステージ）

#### ブエルタ・ア・エスパーニャ
- 2016年：総合79位

## トラックレースでの主な戦績

### オリンピック
- 2016年 リオデジャネイロ
  - 団体追い抜き　7位

### 世界選手権
- 2011年 アペルドールン
  - ポイントレース　8位
  - 団体追い抜き　13位
- 2012年 メルボルン
  - ポイントレース　9位
  - 団体追い抜き　11位
- 2013年 ミンスク
  - マディソン　7位
  - 団体追い抜き　8位
- 2016年 ロンドン
  - 団体追い抜き　9位
  - 個人追い抜き　12位

### ジュニア世界選手権
- 2008年 ケープタウン
  -  マディソン 3位

### ワールドカップ
- 2011-2012年
  - アスタナ大会　マディソン　2位
- 2012-2013年
  - アグアスカリエンテス大会　団体追い抜き　2位
  - アグアスカリエンテス大会　マディソン　3位

### ヨーロッパ選手権
- 2011年 アナディア（U23）
  -  ポイントレース　1位
  -  団体追い抜き　3位
- 2011年 アペルドールン
  -  ポイントレース　2位
- 2012年 アナディア（U23）
  -  個人追い抜き　1位
  -  マディソン　1位
  -  団体追い抜き　2位
- 2015年 グランジュ
  -  団体追い抜き　2位

### スイス選手権
- 2008年
  -  ジュニア オムニアム 優勝
  - マディソン　3位
- 2009年
  - 1kmタイムトライアル　2位
  - マディソン　3位
- 2010年
  - ポイントレース　2位
- 2011年
  -  マディソン　優勝
  -  オムニアム　優勝
- 2012年
  - マディソン　3位
- 2015年
  - マディソン　3位

### その他の優勝した大会
- UIVカップ　チューリッヒ大会：2008年
- UIVカップ　アムステルダム大会：2009年
- ヌメア4日間レース：2009年
- チューリッヒ6日間レース：2013年